# EUniverCities
EUniverCities est un réseau d'universités et de villes européennes fondé le 27 janvier 2012,,,.
L'idée est d'associer en binômes des villes moyennes et des universités afin de rendre les villes de savoir davantage visibles partout en Europe. L'objectif affiché est le partage des savoirs et des compétences, mais aussi la diffusion d'idées.
Ce réseau est directement issu de la stratégie EU2020 définie par la présidence de l'Union Européenne pour une « croissance intelligente durable et inclusive ». Elle favorise le développement des savoirs, de l'innovation et de la technologie.
EUnivercities bénéficie de l'accompagnement de Willem van Winden, expert en économie urbaine. Les objectifs et les ambitions du réseau, ainsi que les conditions de coopération des partenaires, sont exposées dans une feuille de route intitulée Network Strategy 2023-2025.
Les partenaires peuvent créer des sous-groupes de travail afin d'aborder de multiples sujets.
L'université de Strasbourg est la première université française à rejoindre le réseau EUnivercities en 2022.

## Partenaires
- Aveiro ( Université d'Aveiro ) [7]
- Exeter ( Université d'Exeter )
- Gand (Université de Gand)
- Innsbruck (Université d'Innsbruck)
- Lausanne (Université de Lausanne)
- Linköping (Université de Linköping)
- Lublin ( Université Maria Curie Sklodowska - Lublin )
- Magdebourg ( Université Otto-von-Guericke et Université des Sciences Appliquées)
- Malaga ( Université de Malaga ) [8]
- Norrköping ( Université de Linköping – Campus Norrköping)
- Parme ( Université de Parme )
- Strasbourg ( Université de Strasbourg )
- Timisoara ( Université Ouest de Timişoara ) [9]
- Trondheim (Université des sciences et technologies)
- Turku ( Université de Turku et Université Åbo Akademi)[10].